# جی اف فولکس
 جی اف فولکس (انگلیسی: J. F. Foulkes؛ زاده ۸ آوریل ۱۸۷۲) یک تنیس‌باز اهل کانادا است.